# Oh, by the Way
Oh, by the Way je box set britské skupiny Pink Floyd. Byl vydán v prosinci 2007 při příležitosti 40. výročí vydání debutového alba kapely.
Box set obsahuje všech 14 studiových alb Pink Floyd (celkem 16 CD), všechna alba jsou nově remasterována. Kompaktní disky jsou umístěny ve zmenšených původních přebalech jako malé gramofonové desky. Jako bonus se v Oh, by the Way rovněž nachází speciální plakát k 40. výročí od Storma Thorgersona složený ze 40 fotografií kapely.

Název box setu je narážkou na text písně „Have a Cigar“ (který byl naopak inspirovaný otázkou jednoho novináře): 
| „ | The band is just fantastic, that is really what I think / Oh by the way, which one's Pink? | “ |

(volný český překlad: „Ta kapela je doopravdy fantastická, skutečně si to myslím / A mimochodem, který z vás je Pink?“).
Obal box setu vyobrazuje, obdobně jako obal alba Ummagumma, místnost plnou různých předmětů spolu s obrazy všech členů skupiny na stěnách, zatímco druhá strana zobrazuje tutéž scénu s odlišně naaranžovanými předměty.

## Seznam disků
- The Piper at the Gates of Dawn (1967)
- A Saucerful of Secrets (1968)
- Soundtrack from the Film More (1969)
- Ummagumma (1969, dvojalbum)
- Atom Heart Mother (1970)
- Meddle (1971)
- Obscured by Clouds (1972)
- The Dark Side of the Moon (1973)
- Wish You Were Here (1975)
- Animals (1977)
- The Wall (1979, dvojalbum)
- The Final Cut (1983)
- A Momentary Lapse of Reason (1987)
- The Division Bell (1994)